# حميد عزيز زاده
حميد عزيز زاده (6 يونيو 1981 بأصفهان في إيران - ) هو لاعب كرة قدم إيراني في مركز الدفاع. شارك مع منتخب إيران تحت 23 سنة لكرة القدم. أما مع النوادي، فقد لعب مع نادي ألومينيوم هرمزغان ونادي استقلال طهران ونادي ذوب آهن أصفهان ونادي سباهان أصفهان ونادي مس كرمان.

## وصلات خارجية
- حميد عزيز زاده على موقع قاعدة بيانات كرة القدم.إي يو (الإنجليزية)
- حميد عزيز زاده على موقع ناشيونال فوتبول تيمز (الإنجليزية)